# Colectivo 50/50
El colectivo 50/50 (o colectivo 5050 para 2020) es una asociación francesa cuyo objetivo es promover la igualdad de género entre mujeres y hombres y la diversidad sexual y de género en la cinematografía y el audiovisual. Para ello, se apoya en estudios cuantitativos, en particular sobre las desigualdades salariales o la proporción de mujeres en las profesiones de producción cinematográfica.
Creado en febrero de 2018 por iniciativa de la asociación feminista Le Deux Regard y una quincena de directoras, productoras y distribuidoras, el colectivo también está en el origen de las Assises sobre la paridad, la igualdad y la diversidad en el cine y los estados generales contra el acoso y las violencias sexuales. Lleva tres cartas de compromiso por la paridad, la diversidad y la inclusión que han sido firmadas por más de 150 festivales, las principales organizaciones profesionales y por unas cuarenta empresas editoriales-distribuidoras y de exhibición de cine. En 2019, el colectivo puso en línea la Biblia 50/50, un directorio de profesionales del cine y el audiovisual con perfiles poco visibles.
Cuando se creó, reunía a 300 profesionales, incluidos Jacques Audiard, Virginie Despentes, Marina Foïs, Céline Sciamma, Rebecca Zlotowski. Tenía aproximadamente 1 500 a finales de 2019. Está copresidido por Julie Billy, Sandrine Brauer y Laurence Lascary.

## Historia

### Creación del colectivo
La asociación Le Deuxieme Regard fue creada en 2013 por Delphyne Besse y Bérénice Vincent, exportadoras y Julie Billy, productora. Esta red de profesionales del cine lleva a cabo acciones encaminadas a acabar con los estereotipos de género (en particular mediante la organización de preestrenos) y está en el origen de la Carta de igualdad en el sector del cine.  Para abrir el movimiento, los fundadores de Le Deuxieme Regard recurrieron a las directoras Céline Sciamma, Rebecca Zlotowski y las productoras Judith Nora y Priscilla Bertin.
Rápidamente, se organiza una primera reunión en enero de 2018 que reúne a los siete fundadores y a unas cuarenta personas, entre las que se encuentran Tonie Marshall, Caroline Benjo, Adèle Haenel, Bénédicte Couvreur, Iris Brey, Stéphanie Gavardin.
Es el 2 de marzo de 2018, con motivo del César du cinema y en paralelo a la operación #MaintenantOnAgit, que el colectivo lanza llamando a la creación de un colectivo mixto bajo el nombre de "Colectivo 50/50 para 2020". Adelanta tres argumentos: «Creemos que la paridad reduce las relaciones de poder. Creemos que la diversidad cambia profundamente las representaciones. Creemos que debemos aprovechar esta oportunidad para trabajar por la igualdad y la diversidad porque estamos seguros de que abrir el campo del poder promoverá profundamente la renovación de la creación.»  Marcado por el deseo de «liderar la batalla de los números», publica al mismo tiempo dos estudios sobre la paridad en la realización y en los ganadores de los César.
Rápidamente se le unieron 300 personalidades del sector, incluidos los cineastas Jacques Audiard, Virginie Despentes, los actores y actrices Pierre Deladomchamps, Adèle Haenel, Léa Seydoux y Marina Foïs, las productoras Marie-Ange Luciani y Caroline Benjo, así como distribuidores, guionistas. y otros profesionales del cine como la agente artística Élisabeth Tanner.

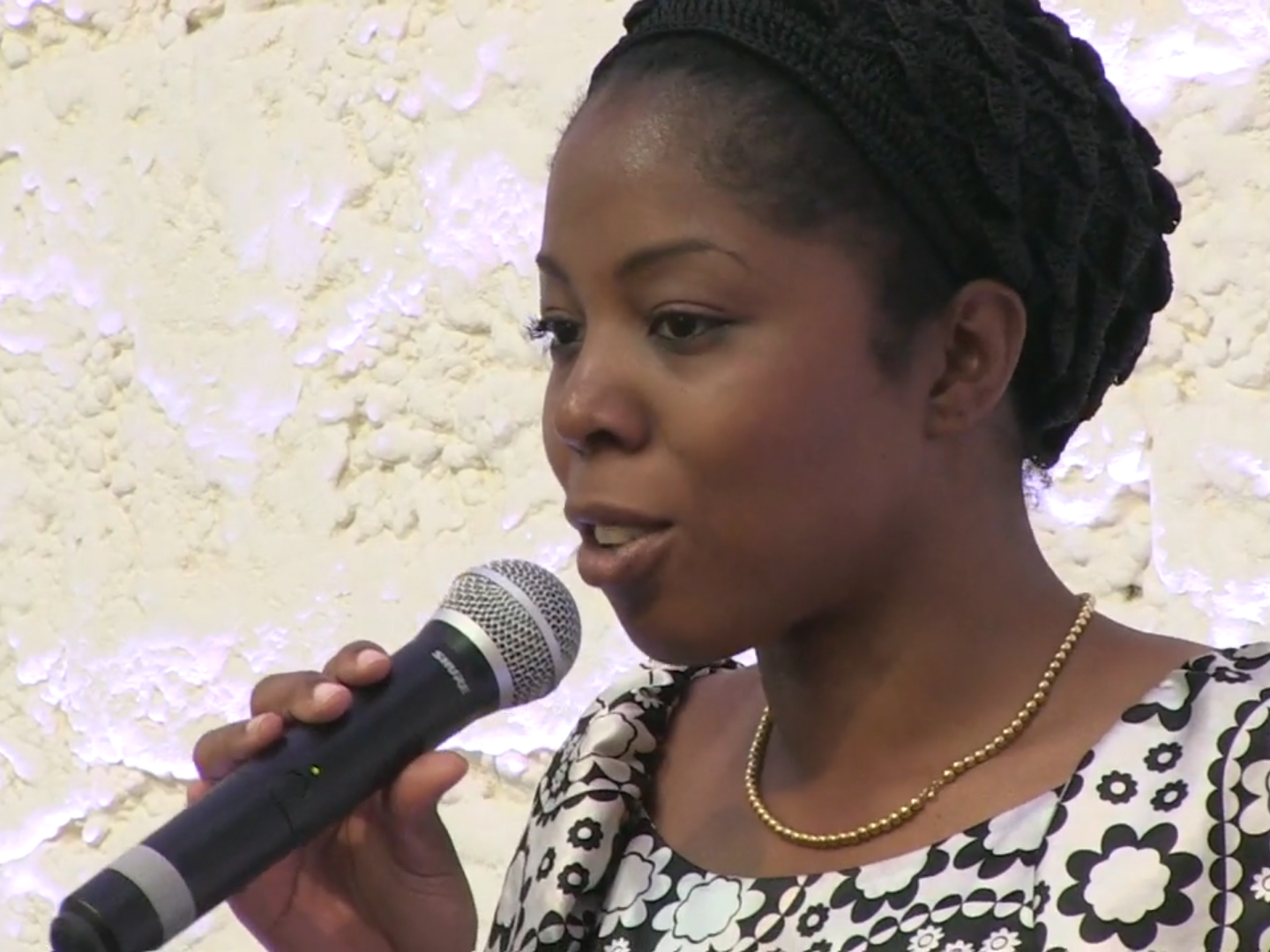
La productora Laurence Lascary, copresidente de Collectif 50/50.

### Primeras acciones

#### Subiendo los escalones y primera carta

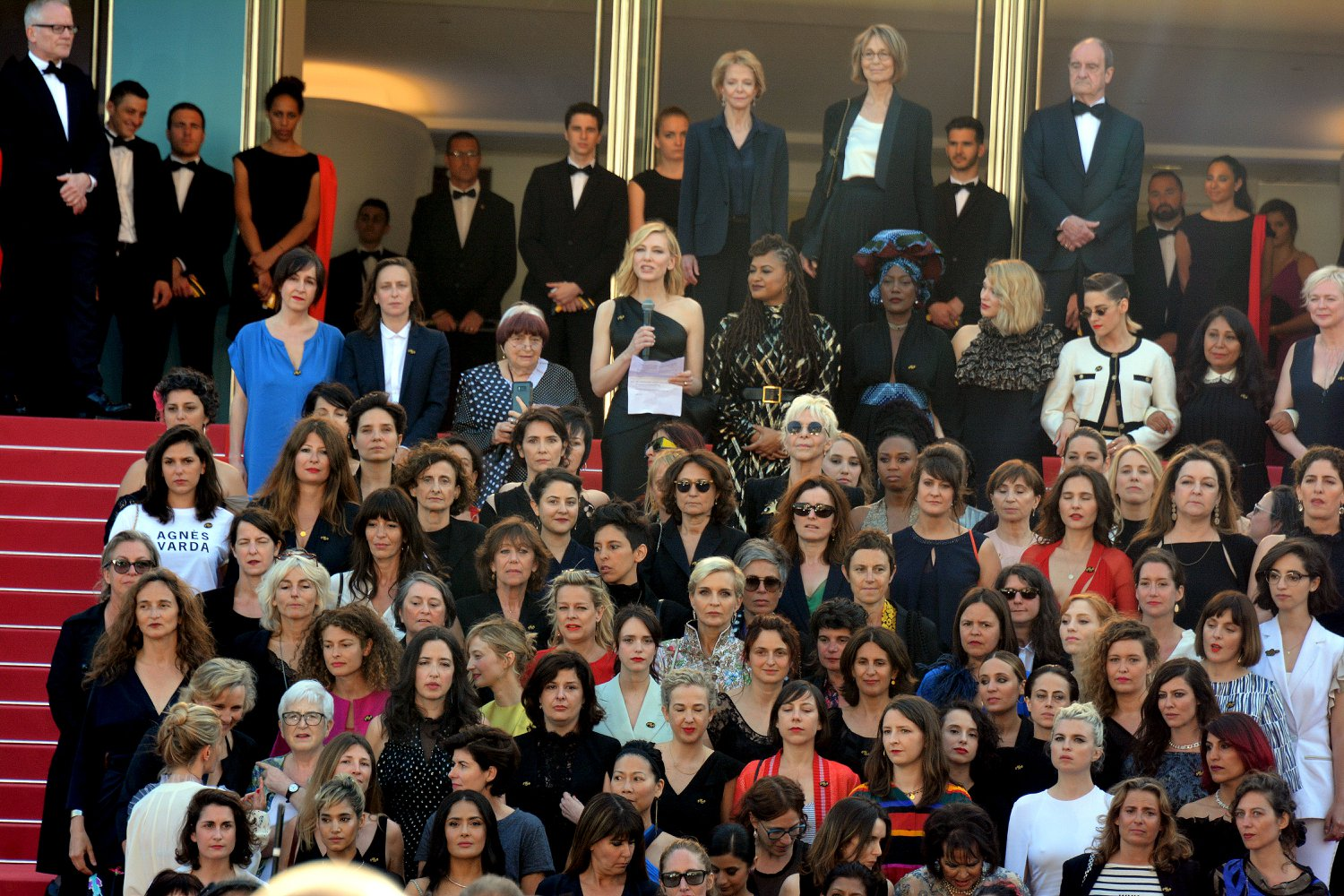
El ascenso de los pasos exclusivamente femeninos del Festival de Cine de Cannes 2018.

El colectivo realiza sus primeras acciones durante el Festival de Cine de Cannes 2018. Publica un nuevo estudio sobre el lugar de la mujer en la competición del festival y lanza la carta por la paridad y la diversidad en los festivales de cine con la firma de los tres festivales de la Croisette. En los meses que siguieron, la carta fue rubricada por los directores del Festival de Cine de Venecia, el Festival de Annecy, Toronto y la Berlinale.
Está detrás, con la fundación Time's Up, de la subida de escalones exclusivamente femenina organizada antes de la proyección de Les Filles du soleil de Eva Husson, la primera de las tres mujeres en la carrera por la Palma de Oro. Ochenta y dos mujeres, entre ellas Cate Blanchett, la presidenta del jurado y Agnès Varda, ganadora de la Palma de Honor en 2015 afirmaron «igualdad de salarios en el cine.»  En su discurso, desafían a gobiernos y autoridades públicas”aplicar leyes sobre igualdad de remuneración, organizar activamente la paridad y la transparencia en los órganos de toma de decisiones.»  El número hace referencia a la cantidad de películas realizadas por mujeres invitadas a competir en la selección oficial desde la primera edición del festival en 1946.

#### Primeros cimientos y medidas clave
En el mes de septiembre de 2018, el colectivo organiza con el Centro Nacional del Cine y la Imagen en Movimiento (CNC) y el Ministerio de Cultura las primeras jornadas por la paridad, la igualdad y la diversidad. Estuvieron marcados por el anuncio de Françoise Nyssen de seis medidas concretas para promover la igualdad entre mujeres y hombres en el cine, incluida la creación del bono CNC que entró en vigor en enero del año siguiente.
El 11 de diciembre, la asociación Le Deuxieme pasó a llamarse Collectif 50/50. El colectivo está copresidido por Delphyne Besse, Julie Billy y Laurence Lascary y cuenta con unas quince personas en su junta directiva según Sandrine Brauer. Sus primeras acciones se notaron y en enero recibió el Trofeo a la Personalidad del Año 2018 en los 26 Trofeos del Cine Francés. El premio lo otorgan los lectores e internautas de la revista.
En junio de 2019, el colectivo participa en el tercer Encuentro Internacional de Mujeres en la Animación en Annecy y presenta su estudio sobre el lugar de la mujer en la animación.
En noviembre, las segundas audiencias ven las firmas de dos nuevos estatutos para la inclusión "en cine y audiovisual" y "en empresas editoriales-distribuidoras y de exhibición de cine», la publicación de la Biblia 50/50, directorio de profesionales del cine y del audiovisual y el lanzamiento de una convocatoria para la creación de los Estados Generales.
A fines de 2019, el colectivo contaba con 1500 miembros.
En marzo de 2020, el colectivo es una iniciativa de los Estados Generales contra el acoso y la violencia sexual.

#### Crisis tras una agresión sexual en 2022
Tras una denuncia de agresión sexual presentada por una activista feminista racializado contra uno de los miembros de la junta directiva, el colectivo atravesó una crisis en abril de 2022 que llevó a la renuncia de la junta directiva durante una junta general muy agitada. Un juicio está programado para el 14 de septiembre para “ agresión sexual por parte de una persona claramente ebria »  La administradora acusada fue inmediatamente retirada y suspendida de todas sus actividades dentro del colectivo

## Las cartas de compromiso
El colectivo está en el origen de tres cartas de compromiso.

### Carta por la paridad y la diversidad en los festivales de cine
Los festivales firmantes se comprometen a proporcionar estadísticas de género, en particular sobre el número de películas presentadas a selección, a publicar la lista de miembros de los comités de selección y de programadores y, finalmente, a comprometerse con un calendario de transformación de los órganos de gobierno para lograr una perfecta paridad. Thierry Frémaux, Paolo Moretti y Charles Tesson para el Festival de Cine de Cannes, la Quincena de Realizadores y la Semana de la Crítica, son los primeros firmantes de la carta en mayo de 2018
Hasta diciembre de 2020, 156 festivals han firmado la carta, incluido el Festival Internacional de Cine de Locarno, la Berlinale, el Festival de Cine de Venecia, el Festival de Cine de Sídney y el Festival de Cine de Animación de Annecy Para la productora Sandrine Brauer, « La firma de esta carta ha ayudado a los festivales a tomar conciencia de la autosegregación que reina en ellos y a tomar medidas » 

### Carta para la inclusión en el cine y el audiovisual

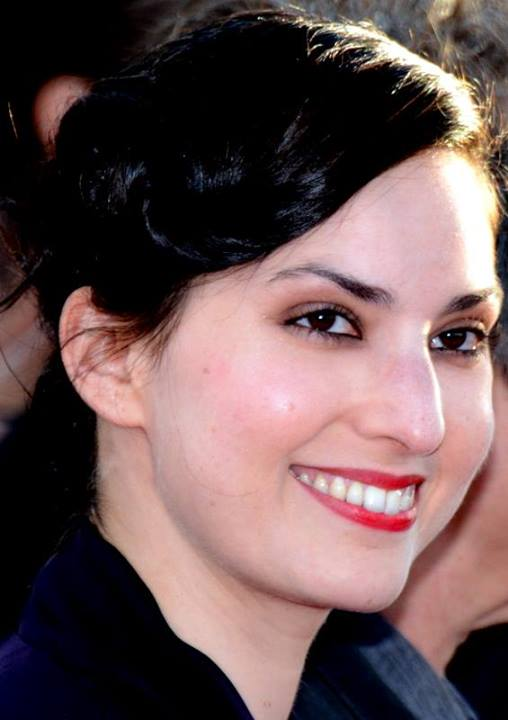
La directora Rebecca Zlotowski, presidenta de la Society of Motion Picture Directors y miembro del Colectivo 50/50.

La carta se propone para la firma de asociaciones y sindicatos de directores de casting, directores, agentes de artistas, guionistas y productores. Los firmantes se comprometen a promover la diversidad de la sociedad francesa a través de acciones concretas en todas las etapas de la producción cinematográfica y audiovisual. Se inspira en la inclusión de pasajeros, una cláusula contractual que permite a los actores exigir un cierto nivel de diversidad en el plató.
Presentada con motivo de la segunda Conferencia por la Paridad, la Igualdad y la Diversidad en noviembre de 2019, la carta fue firmada por las principales organizaciones profesionales:
- Asociación de Gerentes de Producción (ADP)
- Asociación de Gestores de Distribución Artística (ARDA)
- Guionistas asociados (SCA)
- Sociedad de Autores y Compositores Dramáticos (SACD)
- Sociedad de Directores de Cine (SRF)
- Sindicato de Productores Independientes (SPI)
- Sindicato Francés de Agentes Artísticos y Literarios (SFAAL)
- Unión de Productores de Cine (UPC)
- Unión de la producción audiovisual (USPA)

### Carta por la paridad y la diversidad en las empresas editoriales-distribuidoras y de exhibición de cine
Se ofrece a empresas editoriales-distribuidoras y de exhibición de cine. Con su firma, se comprometen a promover la paridad y la diversidad en la distribución cinematográfica y dentro de sus equipos. Deben proporcionar estadísticas de género sobre las películas y la estructura del personal, promover la difusión de películas realizadas por mujeres y combatir los estereotipos, entre otras cosas.
Presentado durante las segundas sesiones de noviembre 2019, la carta ha sido firmada por unas cuarenta empresas, incluidas Carlotta Films, Haut et Court, Jour2Fête y Pyramide Distribution

## Los estudios
El colectivo 50/50, que desea «liderar la batalla de figuras como palanca de sensibilización y visibilización de los temas pero también como apoyo a los proyectos de reflexión a realizar publica regularmente estudios con cifras.

### Paridad detrás de la cámara
El primer estudio realizado por el colectivo se centra en la paridad entre directoras y directoras entre 2006 y 2016. Revela en particular que durante este período, sólo 23 % de personas que han dirigido al menos una película son mujeres y que una de cada cinco películas está dirigida por una mujer. Por el contrario, el presupuesto medio de las películas de ficción dirigidas por mujeres es inferior en un 36 % a la de las realizadas por los hombres

### 1976-2017 - Los césares

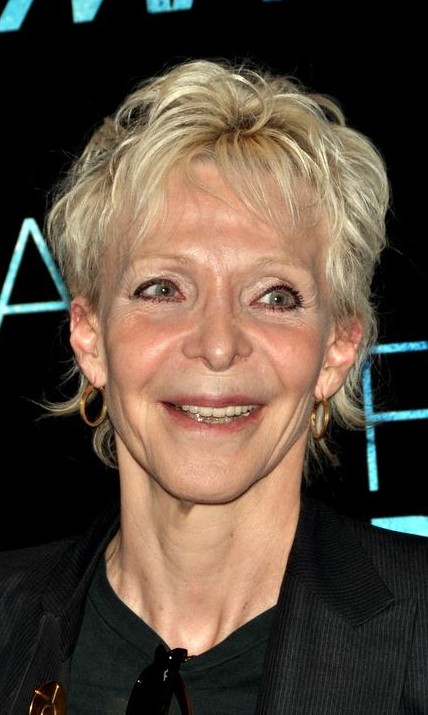
Tonie Marshall, única directora que ha recibido el César a mejor director y miembro del colectivo.

Publicado con motivo de los César du cinema 2018, este estudio observa todos los nominados y ganadores de los César en las últimas 42 ediciones de los César. En particular, revela que 81 % de los nominados son hombres y que solo el 10 % de mujeres nominadas al César a la mejor dirección. Tonie Marshall es el único que ha sido premiado en esta categoría.

### 1946-2018 – El Festival de Cine de Cannes
Este estudio comparativo sobre el lugar de la mujer en competición en el Festival de Cine de Cannes en otros grandes festivales internacionales de cine se presentó en su 72 edición Destaca la enorme brecha entre mujeres y hombres, ya sea en programación, premios, presidencias y órganos de gobierno

### Cine de animación
Presentado el 10 de junio de 2019 durante el tercer Encuentro Internacional de Mujeres en la Animación, en la apertura del Festival Internacional de Cine de Animación de Annecy y su Mercado (Mifa), este estudio cuestiona el lugar de las mujeres en la animación

### Los festivales que han firmado la carta
Un año después de la primera firma de la carta por la paridad y la diversidad en los festivales de cine en Cannes 2018, este estudio ofrece una primera valoración de la distribución geográfica de los firmantes y la composición de los comités de selección y los órganos de dirección. De los 112 festivals involucrados, 93 se encuentran en Europa. Las mujeres ocupan 38 % de puestos de dirección de arte, 56 % de comités de selección y 42 % de comités de dirección. Sin embargo, estas cifras son solo representativas de una treintena de festivales que han transmitido su composición.

### Críticas de cine en Europa
Presentado en Festival de Berlín de 2019, este estudio analiza las críticas cinematográficas en siete países europeos en 2018 y 2019 : Alemania, Dinamarca, Italia, España, Francia, Polonia y Suecia. Mientras que las mujeres representan casi la mitad de los periodistas franceses, sólo el 37 % critican las películas

### La prueba de Bechdel
Publicado con motivo de la conferencia de 2020, este estudio examina la prueba de Bechdel de las 49 películas en 2019. Esto pretende resaltar la sobrerrepresentación de protagonistas masculinos o la subrepresentación de personajes femeninos en una obra de ficción. Para tener éxito, las películas deben cumplir tres condiciones : tener al menos dos mujeres nombradas (apellido/nombre) en el trabajo, que hablan juntas, sobre algo que no tiene relación con un hombre.
El estudio revela que de las 44 películas que se pudieron analizar, 23 no pasaron la prueba.

### Inclusión en cine y audiovisual

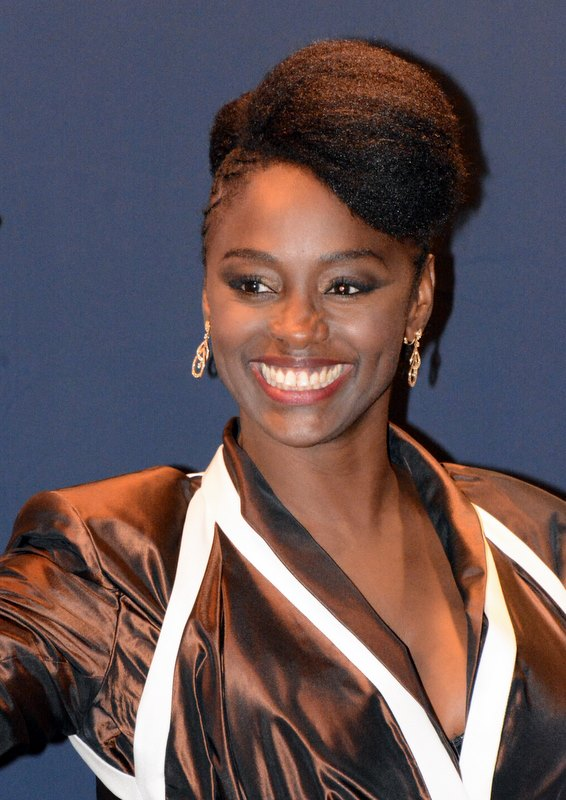
La actriz Aïssa Maïga.

En este estudio publicado en 2020, el Colectivo 50/50 presenta los resultados de seis iniciativas extranjeras que contribuyen a aumentar la diversidad y la inclusión en la industria cinematográfica y audiovisual de sus respectivos países.

## Jornadas por la paridad, la igualdad y la diversidad
El colectivo 50/50 organiza los Assises por la paridad, la igualdad y la diversidad en París desde 2018 con el Centro Nacional de Cine e Imagen Animada (CNC) y el Ministerio de Cultura.

### Primera edición (2018)
La primera edición tuvo lugar del 18 al 20 de septiembre de 2018 con dos mañanas de talleres y mesa redonda. Para cerrar, la ministra de Cultura, Françoise Nyssen, anunció seis medidas concretas para promover la igualdad entre mujeres y hombres en el cine. Lo más llamativo es la creación de un bono de 15 % de ayudas concedidas por la CNC a producciones cuyos ocho principales puestos respetan la paridad. Para Frédérique Bredin, presidenta de la CNC, “Este bono debe ser una palanca, debe permitir acelerar el cambio para lograr la paridad en el cine lo más rápido posible.» 
Las otras medidas tienen como objetivo género» CNC estudia y obliga estadísticas de género en expedientes de aprobación de películas; para crear un "carta de buenas prácticas a favor de la igualdad» y aplicarlo en los acuerdos entre la CNC y las regiones; aumentar la proporción de películas de mujeres en los programas de restauración y digitalización; fortalecer la presencia del cine de mujeres en los programas de educación cinematográfica y de formación de docentes.

### Segunda Edición (2019)
La segunda edición tuvo lugar el 14 de noviembre de 2019, con el telón de fondo de los asuntos de Adèle Haenel y Roman Polanski, con tres mesas redondas sobre «Inclusión», «Audiovisual" y "Distribución-explotación» 
Uno de los aspectos más destacados fue la firma de la Carta para la inclusión en la industria cinematográfica y audiovisual por parte de varios miembros de la profesión, incluidas asociaciones y sindicatos de productores, distribuidores y autores El colectivo también presentó y publicó la Biblia 50/50, un directorio de profesionales susceptibles de ser discriminados. Delphine Ernotte, presidenta de France Télévision, anunció la introducción de cuotas para directoras, una cláusula de diversidad contractual para todas las producciones del grupo a partir de 2020 y el nombramiento sistemático en el plató de un "referente de acoso sexual» 

### Tercera Edición (2020)

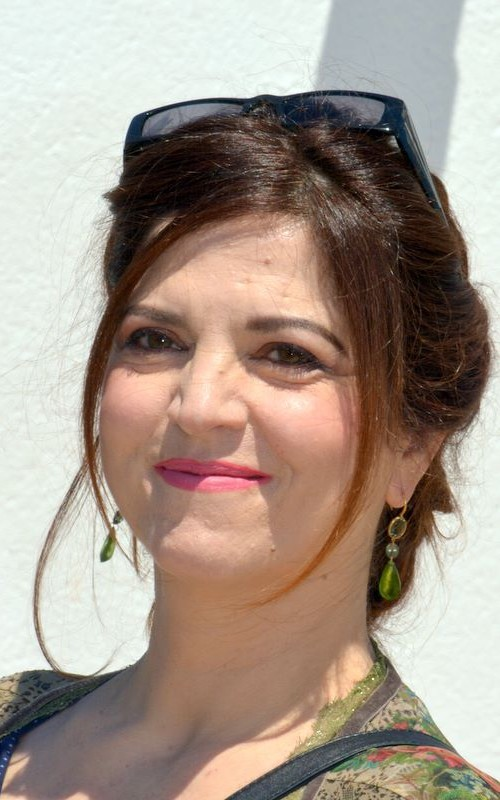
La actriz Agnès Jaoui compartió su experiencia durante la tercera sesión.

Organizados en el contexto del segundo confinamiento de la población vinculado a la pandemia de Covid-19, los encuentros de 2020 tuvieron lugar los días 25 y 26 de noviembre en el Théâtre de la Porte Saint-Martin de París y retransmitidos en línea.
El discurso de la actriz y cineasta Agnès Jaoui fue particularmente destacado y difundido.

## Los Estados Generales contra el acoso y la violencia sexual
El Colectivo 50/50 organizó los primeros Estados Generales contra el acoso y la violencia sexual, 4 de marzo de 2020 en La Fémis. El evento había sido convocado por la Sociedad de Directores de Cine, varias organizaciones de autores y el colectivo durante los segundos juicios.

## La Biblia 50/50
El Colectivo 50/50 ofrece desde 2019 un directorio de profesionales del cine y el audiovisual, la Biblia del 50/50, para listar perfiles poco visibles. Cuando se puso en línea, el productor Laurence Lascary dijo: “Ya no podemos pretender que no sabíamos dónde reclutarlos.» 
El proyecto tomó un nuevo impulso al año siguiente con el compromiso de France Télévisions, productoras que eran miembros de la SPI y la USPA para referirse a él para encontrar talento y de la SACD, la asociación Pour les Women in the Media (PFDM), Groupe 25 Images y Collectif 50/50 para animar a sus miembros a registrarse.

## El libro blancoTodos los actores del cambio
Publicado con motivo del tercer juicio, el libro blanco "para la prevención y lucha contra el acoso sexual y la violencia sexista y sexual en los sectores audiovisual y cinematográfico es una caja de herramientas para el uso de la profesión. Es "pensado como una ayuda concreta destinada a todos los profesionales del cine y del audiovisual para definir, sensibilizar, detectar, reaccionar» e incluye cifras clave, información legal o plantillas de cartas.
Se produce en colaboración con la Misión de Igualdad, Diversidad y Prevención de Discriminaciones de la Secretaría General del Ministerio de Cultura.

## Programa de mentoría
El 8 de marzo de 2021, el colectivo lanzó un programa de mentoría con Netflix para permitir que 200 jóvenes dieran sus primeros pasos en el mundo del cine y la producción audiovisual.

## Miembros notables
A finales de 2019, el colectivo contaba con 1.500 signatarios, vinculados a la creación y la industria cinematográfica francesa.
Entre los más famosos:
- Jacques Audiard, director, guionista y ex editor[86]
- Lily-Rose Depp, actriz
- Anne Berest, novelista y guionista[87]
- Bertrand Bonello, director, guionista y compositor[8]
- Sandrine Brauer, productora[88]
- Iris Brey, periodista, autora y crítica de cine[89]
- Catherine Corsini, actriz, directora y guionista[90]
- Pierre Deladonchamps, actor[91]
- Alice Diop, autora y directora[92]
- Marina Foïs, actriz[93]
- Adèle Haenel, actriz[94]
- Agnès Jaoui, actriz, guionista, directora y cantante[95]
- Laurence Lascary, productor[91]
- Marie-Ange Luciani, productora[96]
- Aïssa Maïga, actriz y coautora del libro Noire n'est pas mon profession [97]
- Léa Seydoux, actriz[98]
- Tonie Marshall, actriz[99]
- Céline Sciamma, guionista y directora[91]
- Élisabeth Tanner, agente de artistas[100]
- Rebecca Zlotowski, profesora asociada, guionista y directora[101]

## Filmografía
- 2019 Cinema, au female pluri(elles) de Patrick Fabre, emitido en Canal+ [102][103]
- 2020 Pigmalionnes, de Quentin Delcourt[100]

## Reconocimientos
- 2019 : 26 Trofeos del Cine Francés: personalidad del año 2018[104][105]